# Abutilon macrum
Abutilon macrum är en malvaväxtart som beskrevs av Ferdinand von Mueller. Abutilon macrum ingår i släktet klockmalvor, och familjen malvaväxter. Inga underarter finns listade i Catalogue of Life.